# Gržini
Gržini je zaseok blizu mjesta Žminj, u istoimenoj općini

## O naselju
Naselje po popisu stanovništva iz 2001. ima 147 stanovnika. Stanovništvo se uglavnom bavi poljodjelstvom za vlastite potrebe, razvijeno je i šumarstvo te sitno stočarstvo, zamjećuju se počeci seoskog turizma. Karakteristika kraja je u šarolikosti prirodnog obilježja, naime na malom prostoru izmjenjuju se pašnjaci, livade, vratče, oranice i šume. Kroz mjesto prolazi poznata biciklistička ruta. Od mjesta Cere udaljeno je 2,2 km. a od Žminja 4,7 km.
Crtica iz Gržina zabilježena je u "Istarskom besidarniku", naime riječ šort u prijevodu krojač veže se za ovo mjesto. Ime je po jednima dobilo iz prezimena Gržinić-Gržinčić, a po drugima od imena Grgur. U mjesto se dolazi vrlo lako i iz pravca sljedećih mjesta Barban,Žminj,Svetvinčenat.

## Stanovništvo
| broj stanovnika |       |       | 134   | 154   | 159   | 192   |       |       | 193   | 175   | 163   | 174   | 149   | 154   | 147   | 141   | 133   |
|                 | 1857. | 1869. | 1880. | 1890. | 1900. | 1910. | 1921. | 1931. | 1948. | 1953. | 1961. | 1971. | 1981. | 1991. | 2001. | 2011. | 2021. |